# بی‌نام
بی‌نام دومین رمان جوشوا فریس داستان نویس آمریکایی است. فیامتا روکو ،  سردبیر کتاب و هنر در اکونومیست ، درباره آن گفته "بهترین رمان جدیدی که در ده سال گذشته خوانده‌ام".  اولین نسخه‌ی فارسی این رمان در پاییز 1393 در در نشر ماهی و با ترجمه لیلا نصیری‌ها منتشر شد
داستان از شهر نیویورک آغاز می شود. تیم فارنسورث ، یک وکیل دادگستری موفق و شریک یک شرکت حقوقی است. ظاهراً همه چیز زندگیش خوب است اما ناگهان میلی غیرقابل کنترل به راه‌رفتن همه چیز را به هم می‌ریزد! او به دنبال کمک پزشکی و روانپزشکی است اما بیماری او ، که هر چند ماه یک بار بروز می‌کند ، ناشناخته و غیرقابل توضیح است. او سعی می کند شغل و خانواده اش را کنار هم نگه دارد اما این مسئله هر روز دشوارتر می‌شود ، تا اینکه در پایان هر دو را از دست می‌دهد.

## بازخوردها
بازخوردهای متفاوتی درباره این رمان منتشر شده:
- تیم آدامز از روزنامه گاردین این رمان را "تا حدی دلهره آور" توصیف می‌کند ، اما نتیجه گیری مثبت می کند: "نتیجه یک نوع سیر وجودی است که تاحدی از " جاده " کورماک مک کارتی برداشت شده ، هرچند که فریس مثل مک کارتی آخرالزمانی نگاه نمی‌کند و برداشت اولیه و اصلی از رمان این است که ممکن است ما برخلاف ذات و طبیعتمان چیزی را عزیز بشمریم، اما طبیعت ما در نهایت آن چیزهای ظاهرا مهم را از ما دور خواهد کرد". [۴]
- تیم مارتین در روزنامه دیلی تلگراف می‌نویسد: "خواندن بی‌نام به دلیل مهارتی که فریس در برانگیختن درد و رنج خود ایجاد می‌کند ، به ویژه در فصل‌های آخر، بی‌رحمانه دشوار است ، اما به وضوح یک اثر مهم و مستقل است ، دستاوردی که نوید شکوفایی یک استعداد قابل توجه را می‌دهد. " [۵]
- جی مک اینرنی در نیویورک تایمز انتقاد کرد که "سفرهای تیم او را به معنای واقعی یا نمادین به جایی نمی‌برد ، تا اینکه سرانجام او تلاش هدفمندی برای بازگشت به نیویورک می‌کند ... تا به جین برسد که دارد از سرطان می‌میرد. هنگامی که وی در بیمارستان در حین پیاده‌روی به جین مراجعه می‌کند ، جین متعجب می‌شود که چرا تیم در سفرهای خود به اطرافش توجهی نمی‌کند و از آن پس تیم شروع می‌کند به مشاهده دنیای اطراف خود تا بتواند برای جین از جزئیات بگوید؛ اما برای خواننده ، خیلی دیر است ، خیلی دیر. . . من می‌توانم به عنوان یکی از طرفداران برنامه " پس ما به انتها رسیدیم" تلاش جدی فریس برای ابداع دوباره خود را تحسین کنم ، اما نمی‌توانم صبر کنم تا او به همان چیزی که در آن برتری دارد برگردد. [۶]
- رابرت اپستین در روزنامه ایندیپندنت نیز منتقد بود و گفت "شاید خوانندگان بخاطر خواندن 300 صفحه اضافه او را ببخشند- مگر اینکه از توجیه بی‌مسئولیتی به‌خاطر ناامیدی لذت می‎برند". [۷]